# Хан, Юспа
Йозеф бен Пинхас Зелигман Хан из Нёрдлингена (нем. Joseph ben Phinehas Seligmann Hahn, ивр. יוזפא בן פנחס זליגמן האן‎), известный как Юспа Хан (в старых русских источниках Ган, нем. Juspa Hahn; около 1570 — 1637), — немецкий еврейский религиозный деятель.
Жил и работал во Франкфурте-на-Майне и преимущественно известен изданной там в 1723 году книгой «Сефер Йосеф Омец» (ивр. ספר יוסף אומץ‎), рассматривающей вопросы еврейской литургии, воспитания и нравственности, а также содержащей заметки ο христианских праздниках и гражданском календаре и рассказ о новейших событиях в жизни франкфуртской еврейской общины, в том числе о восстании 1614 года под руководством Винценца Феттмильха, случившемся в ходе этого восстания еврейском погроме и изгнании евреев из города и их возвращении во Франкфурт в 1616 году.
Сохранился также неизданный комментарий Хана к четырём главам книги «Шулхан Арух».